# Neuville-sur-Margival
Neuville-sur-Margival ist eine französische Gemeinde mit 114 Einwohnern (Stand: 1. Januar 2022) im Département Aisne in der Region Hauts-de-France (frühere Region: Picardie). Sie gehört zum Arrondissement Soissons, zum Kanton Fère-en-Tardenois und zum Gemeindeverband Val de l’Aisne. Die Gemeinde ist Trägerin der Auszeichnung Croix de guerre 1914–1918.

## Geographie
Die zwölf Kilometer nordöstlich von Soissons gelegene Gemeinde wird im Osten von der Bahnstrecke La Plaine–Hirson berührt, die in Margival einen Haltepunkt hat. Nachbargemeinden von Neuville-sur-Margival sind Vauxaillon im Norden, Laffaux im Osten, Margival im Süden sowie Terny-Sorny im Westen.

## Geschichte
Im Ersten Weltkrieg wurde der Ort bei den Kämpfen um den Chemin des Dames zerstört und wechselte mehrfach die Front. Während des Zweiten Weltkriegs wurde im Wald teilweise auf dem Gemeindegebiet das Führerhauptquartier Wolfsschlucht 2 errichtet, das auch nach dem Krieg militärisch genutzt wurde. Hierfür wurden die Einwohner im Jahr 1944 abgesiedelt.

### Bevölkerungsentwicklung
| Jahr                       | 1962 | 1968 | 1975 | 1982 | 1990 | 1999 | 2006 | 2012 | 2022 |
| Einwohner                  | 77   | 90   | 83   | 77   | 58   | 91   | 108  | 127  | 114  |
| Quellen: Cassini und INSEE |      |      |      |      |      |      |      |      |      |

## Sehenswürdigkeiten

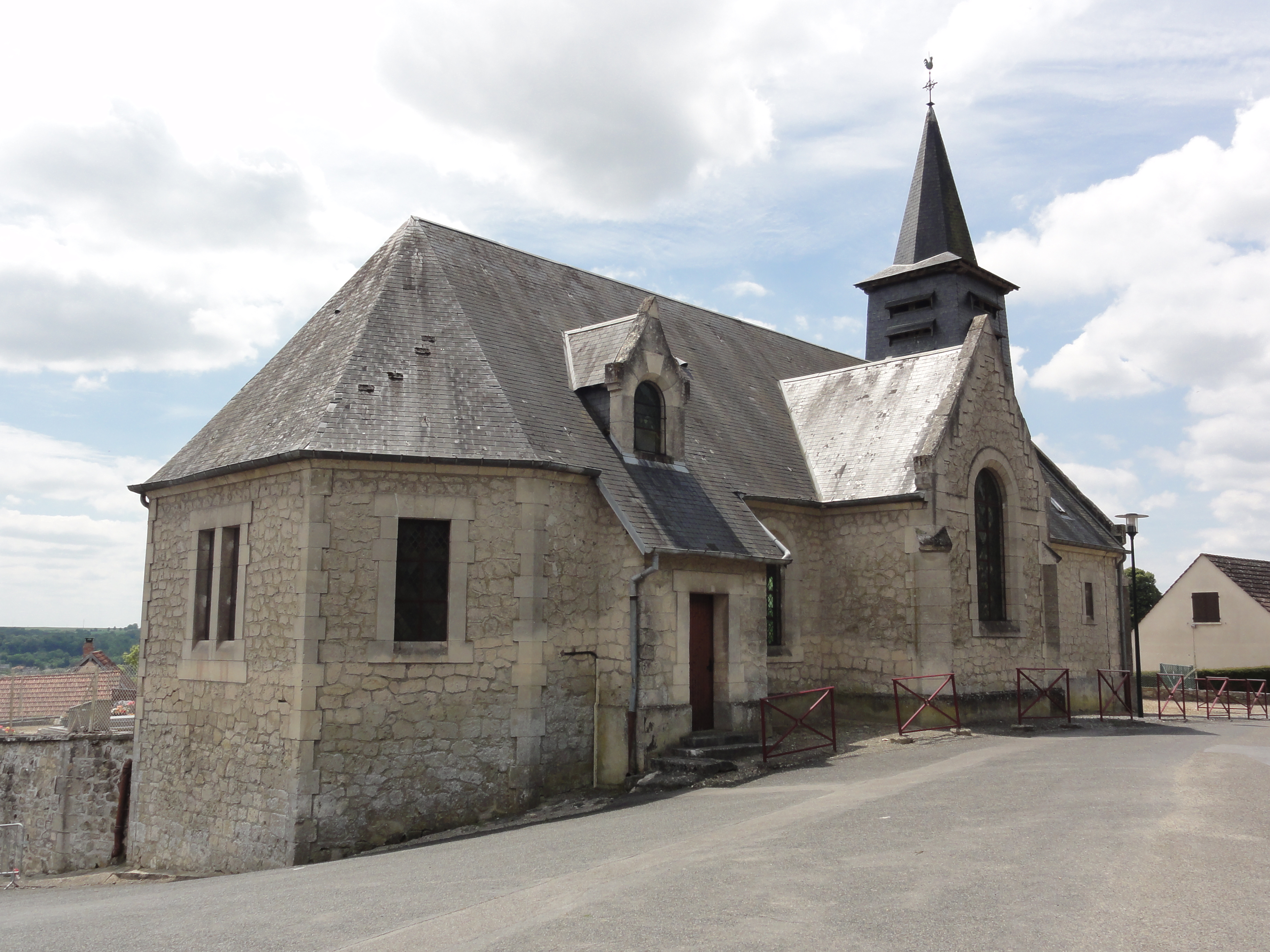
Kirche Saint-Laurent
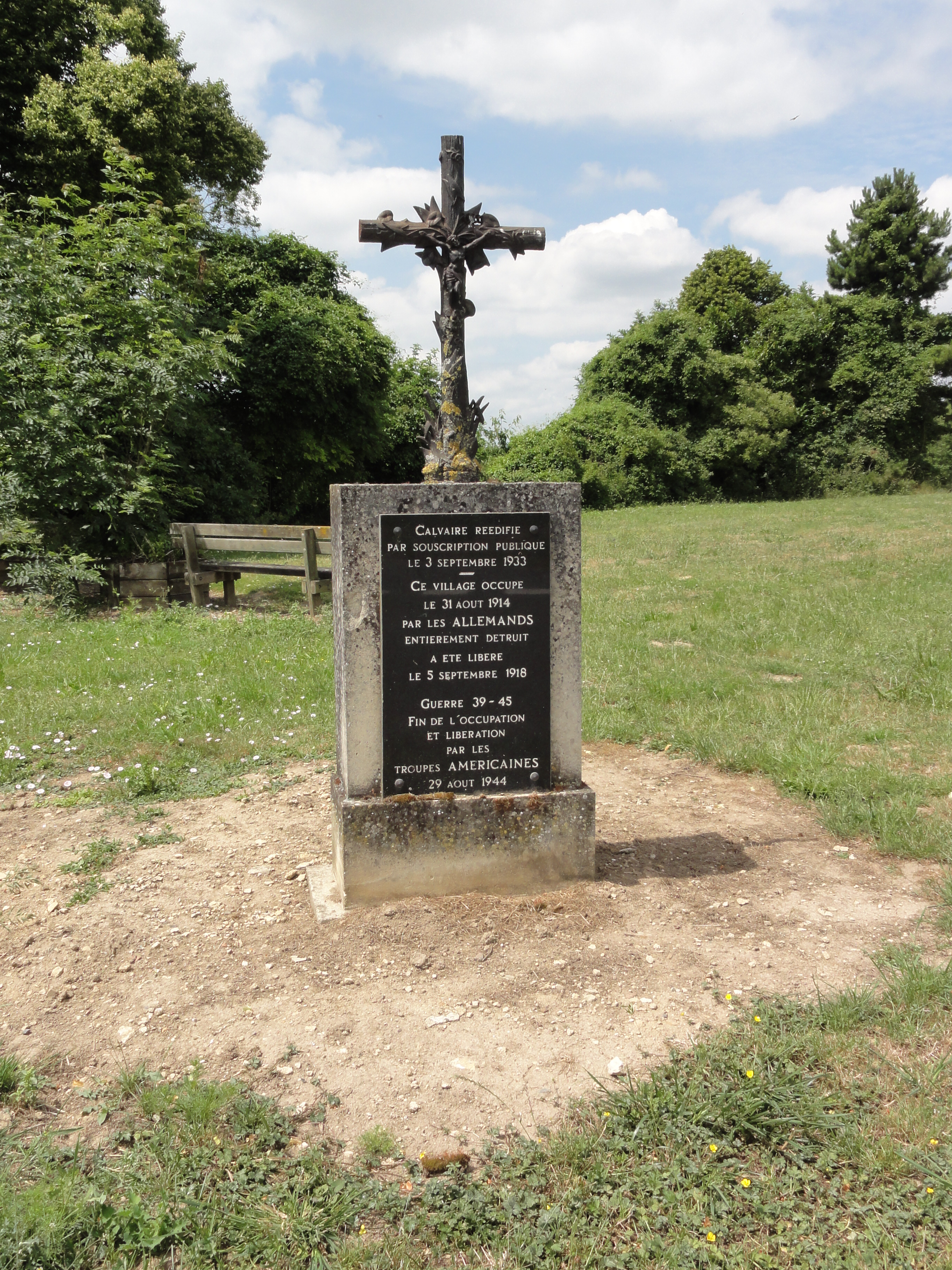
Gedenkkreuz
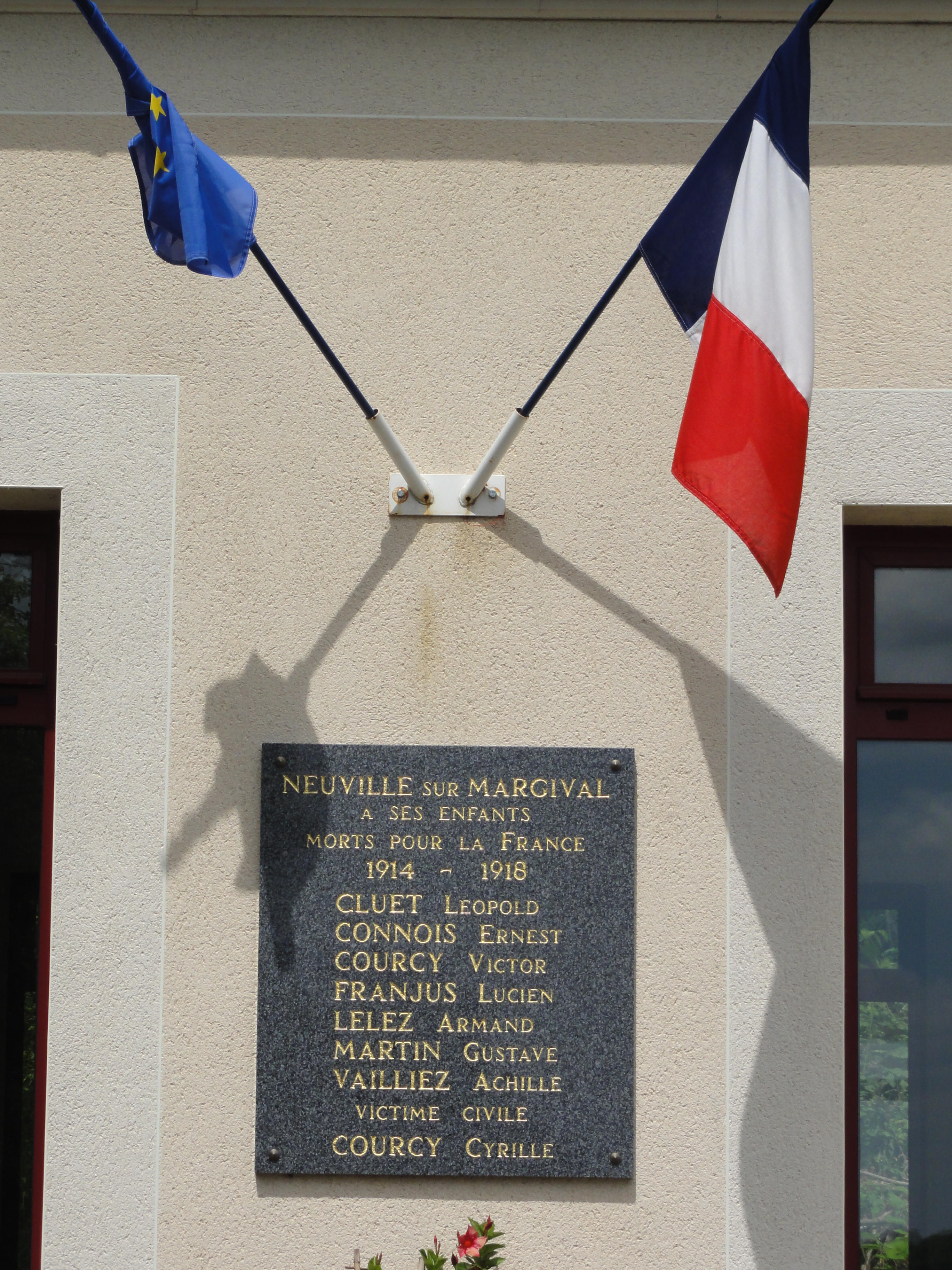
Gefallenendenkmal

- Gedenkkreuz für die Weltkriege

- Kirche Saint-Laurent
- Gedenkkreuz
- Gefallenendenkmal